# Damian Hugo von Virmont

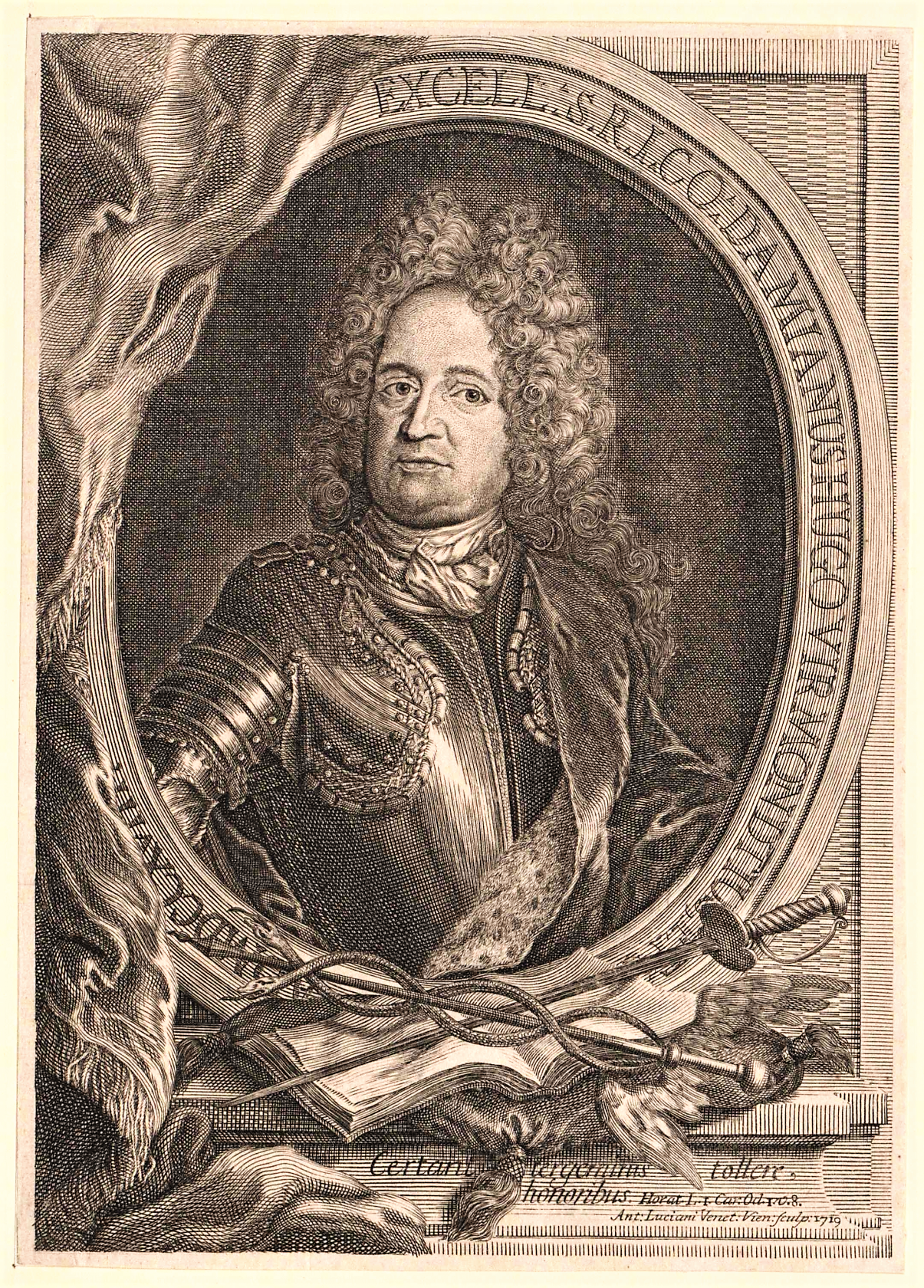
Damian Hugo von Virmond, 1719

Damian Hugo Franz Adrian Anton Freiherr von Viermund, ab 1706 Reichsgraf von und zu Virmont (* 24. August 1666 in Herten; † 21. April 1722 in Hermannstadt) war ein Freiherr, ab 1706 Graf, aus Neersen und Angehöriger des niederrheinischen Adelsgeschlechtes Virmond-Neersen (1502–1744). Er war kaiserlicher General und Diplomat und stieg durch besondere Verdienste in den Türkenkriegen zum Reichsgrafen auf.

## Jugend
Damian Hugo von Viermund wurde als zweiter Sohn des Freiherrn zu Neersen, Adrian Wilhelm von Viermund, und dessen zweiter Ehefrau im Schloss Herten geboren. Nachfolger seines Vaters wurde sein älterer Halbbruder Ambrosius Adrian. Damian Hugo war von Kind an dazu bestimmt worden Geistlicher zu werden und wurde entsprechend ausgebildet. Sein Onkel mütterlicherseits, Freiherr Arnold Christian von der Horst, hatte bereits 1675 eine Dompräbende in Speyer zu seinen Gunsten gestiftet. Doch Damian Hugo folgte bald dem Lebensbild seines Vaters und Großvaters. Aus dem Nachlass seines Vaters erhielt er Haus Brück bei Erkrath, das dieser 1671 erworben hatte.

## Militärische Karriere
Er trat 1696 in kaiserliche Dienste als Oberst eines Regiments, das Herzog Johann Wilhelm von Pfalz-Neuburg auf seine Kosten für Kaiser Leopold I. ausrüstete. Das Regiment wurde in Franken geworben und sammelte sich in Donauwörth, um am 3. Juni 1696 in den kaiserlichen Dienst übernommen zu werden. Oberstinhaber des Regiments war der Deutschmeister und Pfalzgraf Franz Ludwig, Herzog in Bayern, nach dem es das „Deutschmeister-Regiment“, später das „k. u. k. Infanterie Regiment „Hoch- und Deutschmeister“ Nr. 4“, genannt wurde.
Damian Hugo nahm mit seinem Regiment am Großen Türkenkrieg teil und operierte die meiste Zeit in Siebenbürgen. Er durchlief alle militärischen Stufen bis zum Feldzeugmeister. Am 6. September 1697 an der Szireger Heide und fünf Tage später in der Schlacht bei Zenta zeichnete sich das Regiment so rühmlich aus, dass der Kaiser auf den Berichts des Prinzen Eugen ein Dank- und Anerkennungsschreiben an Damian Hugo erließ.
Am 29. September 1906 wurde dem Regiment in Wien ein Denkmal errichtet, das im Relief Damian Hugo zeigt, wie er sein Regiment zur „Feuertaufe bei Zenta“ anführt.

### Erhebung zum Grafen
Für seine tapferen Verdienste wurde er am 8. September 1706 von Kaiser Joseph I. in den Reichsgrafenstand erhoben, eine Ehrung die schon seinem Vater, Adrian Wilhelm, zugedacht war. Aufgrund eines Druckfehlers im Siebmacher’schen Wappenbuch wurde dabei Damian Hugo von Viermunds Wappen durch Zufügung von Wappenbildern aus dem Wappen der erloschenen Grafen von Pyrmont-Gleichen erweitert. Sein Familienname wurde außerdem, dem Modegeschmack der Zeit folgend, ins französifizierte „von Virmont“ geändert. Mit ihm wurde auch sein Neffe, Ambrosius Franz Freiherr von Viermund-Neersen in den Grafenstand erhoben.

## Diplomatische Karriere
Damian Hugo trat später in die diplomatische Laufbahn. Er war kaiserlicher Statthalter in Mantua. 1715 war er als Gesandter am Hof des schwedischen Königs in Stralsund und 1716 am Hof des preußischen Königs in Berlin, wo er mit günstigem Erfolg die Fernhaltung der russischen Truppen vom Großen Nordischen Krieg verhandelte.
Von dort wurde er im August 1716 eiligst nach Polen beordert, da Ungarn über sich in den polnischen Grenzstädten sammelnde ungarische Insurgenten (Aufstand von Franz II. Rákóczi) beunruhigt war.
Am 21. November 1717 nahm er die Huldigung der Reichsstadt Aachen entgegen und hielt dabei einen glänzenden Einzug. Dies war die letzte Huldigung, welche durch einen besonderen kaiserlichen Gesandten abgenommen wurde. Als Vertreter des Kaisers trat Damian Hugo, wie auch sein Neffe, Ambrosius Franz, überall mit großem Glanz auf. Mit pompösen Auf- und Einzügen brachten sie sinkende Macht und Ansehen des Kaisers wieder zu Geltung und Erscheinung.

## Frieden von Passarowitz
Nach den glänzenden Siegen Prinz Eugens im Venezianisch-Österreichischen Türkenkrieg, nach der Eroberung der für uneinnehmbar gehaltenen Festungen Temesvár und Belgrad bat die Osmanische Regierung um Frieden. Prinz Eugen wollte die Friedensverhandlungen nicht selbst führen, sondern nur in der Nähe zu sein, um nötigenfalls den Verhandlungen den nötigen Nachdruck zu verleihen. So wurde Damian Hugo Ende 1717 von ihm als einer von drei kaiserlichen Bevollmächtigten bestellt, die Verhandlungen zu leiten.
Nachdem Damian Hugo den Winter 1717/1718 in Düsseldorf verbracht hatte, reiste er mit zahlreichem Gefolge und 19 Schiffen von Wien die Donau hinab. Über Buda (27. April) und Belgrad (4. Mai) kam er am 7. Mai in Passarowitz an. Dort, auf der Anhöhe bei dem Dorf Clodit auf dem rechten Ufer der Morava in einem von Damian Hugo mitgebrachten Zeltpavillon fanden schließlich die Friedensverhandlungen statt. Wegen ungenügender Bevollmächtigung der türkischen Unterhändler begannen die Verhandlungen erst am 5. Juni 1718 und kamen nur langsam voran. Prinz Eugen traf kurz darauf in der Region ein und unterstützte den zügigen Fortgang der Friedensverhandlungen „durch drohende militärische Demonstrationen“.
Am 21. Juli wurde der Friedensvertrag unterzeichnet, der als Friede von Passarowitz bekannt wurde. Demnach erhielt der Kaiser das Banat von Temesvár, die kleine Walachei, weite Teile Serbiens und einen Teil Bosniens. Die Osmanen mussten alle christlichen Sklaven gegen Lösegeld freilassen und ihre Unterstützung für die ungarischen Insurgenten aufgeben. Zudem wurde ein Handelsvertrag abgeschlossen, der allen kaiserlichen Untertanen Handelsfreiheit im ganzen Osmanischen Reich bis an die Grenze Persiens und deren Schutz durch kaiserliche Konsuln zugestand.

### Großbotschafter in Konstantinopel
Zur damaligen Zeit war es üblich, dass jeder Teil zur Ausführung des Friedens einen Botschafter an den Hof des anderen entsandte. So sandte der Kaiser Damian Hugo als Großbotschafter an die Hohe Pforte nach Konstantinopel. Mit einem großen, 400 Mann starken Gefolge brach er am 17. Mai 1719 mit 72 Schiffen in Wien auf. Unterwegs wurde er vom Adel und von den anliegenden Städten wie auf einem Siegeszug empfangen.
Hinter Belgrad begegnete er an der Grenze dem türkischen Großbotschafter, welcher ebenfalls mit einem großen Gefolge von 762 Personen, 645 Pferden, 100 Maultieren und 180 Kamelen nach Wien zog. Damian Hugo wurde auf türkischem Gebiet von einer Janitschareneskorte von 200 Mann übernommen und zog auf dem Landweg weiter. Nachts hielt er seine Leute außerhalb der Städte im Lager, um sich nicht der Gefahr einer Seuche oder eines Überfalls der noch immer erregten Bevölkerung auszusetzen. In den Städten, die er unterwegs passierte, ließ er sich vom dortigen Kommandanten ehrenvoll empfangen und beschenken. Am 31. Juli kam er vor den Toren Konstantinopels an.
Am 3. August hielt Graf Damian Hugo vor Taut Pascha mit fliegenden kaiserlichen Fahnen, mit Pauken und Trompeten einen glänzenden Einzug in die Hauptstadt. Dies war noch keinem anderen Botschafter je gestattet worden. Selbst der Sultan, Ahmed III., schaute dem Einzug der siegreichen Deutschen zu. Am 8. August hatte Damian Hugo Audienz beim Sultan.
Infolge von Erkrankungen und Todesfällen wurden ihm in Pera Wohnungen angewiesen, wo er sechs Monate und 27 Tage blieb. Ein gegen die Deutschen beabsichtigter Überfall der Janitscharen wurde noch rechtzeitig entdeckt und vierzig Rädelsführer hingerichtet.
Den Unterhalt des Grafen und seines gesamten Personals hatte der türkische Hof zu tragen. Inklusive Naturallieferungen beliefen sich die Kosten seines Aufenthaltes insgesamt wohl auf 200.000 Taler.
Während seines Aufenthaltes erzielte Damian Hugo folgende diplomatische Erfolge:
Er erwirkte die Entfernung der ungarischen Insurgenten von der Grenze und die Verbannung ihres Anführers, des Fürsten Franz II. Rákóczi, nach Rodosto.
Er erwirkte Fermane für die katholischen Christen auf Chios und ordnete die Grenz- und Besitzverhältnisse der Bojaren dies- und jenseits der Aluta.
Durch ihn machte auch die Königin Ulrike Eleonore von Schweden der Pforte die Mitteilung über den Tod ihres Bruders Karl XII., der seinerzeit Schutz in der Türkei gesucht hatte.
Nach vielen von türkischer Seite ihm zu Ehren gegebenen Festlichkeiten trat Damian Hugo am 27. April 1720 die Rückreise an und erreichte am 22. Mai Belgrad, wo er einen Dankgottesdienst abhalten ließ. Nach dem Besuch der deutsch-schwäbischen Kolonien in Ungarn traf er am 22. Juli wieder in Wien ein.

### General von Siebenbürgen und der Walachei
Nach seiner Rückkehr nach Wien wurde er am 12. März 1721 zum kommandierenden General von Siebenbürgen und der kaiserlichen Walachei bestellt. Am 21. April 1722 starb Damian Hugo in Hermannstadt in Siebenbürgen und wurde in der dortigen Franziskanerkirche beigesetzt.

## Versuch der Zurückerlangung verlorener Familiengüter
Wie schon einige seiner Vorfahren bemühte sich auch Damian Hugo zeitlebens darum, die einstigen Güter und Ländereien seiner Familie in Hessen zurückzuerlangen – insbesondere nach dem Erlöschen der Familie von Dersch zu Viermünden (1717), welche mit der anderen Hälfte des Gerichts Viermünden belehnt war.
Aber trotz seiner Verdienste für das Heilige römische Reich und die „christliche Welt“, trotz aller Rechtsdeductionen und trotz aller Fürsprache deutscher Fürsten wurde er von der hessen-kassel'schen Regierung durch Verheimlichungen des Lehnshofs hingehalten und vom Landgrafen Karl abschlägig beschieden. Eine französische Mätresse dieses Landgrafen, die Frau von Philippe de Gentils, des Marquis de Langallerie erhielt den Vorzug vor Damian Hugo und die Belehnung mit Viermünden. Auch seinem Neffen Ambrosius Franz, der damals Reichskammerrichter in Wetzlar war, und der als Jurist diese Lehenssache noch energischer betrieb, wurde dieselbe Verheimlichung und abschlägige Bescheidung zuteil. Letzterer starb darüber 1744 und mit ihm diese Güterfrage, die seit 182 Jahren das Adelsgeschlecht der Viermunds sowie die westdeutschen Fürsten und ihre Gerichtshöfe, sowie selbst die deutschen Kaiser und Kurfürsten von Brandenburg oft beschäftigt hatte.

## Ehen und Nachfahren
Seit 1693 war er mit Johanna Petronella Victoria Maria Anna von Nesselrode (* 1670; † 1698), Tochter des Grafen Franz von Nesselrode-Reichenstein (* 1635; † 1707) verheiratet. Nach deren Tod heiratete er Maria Elisabeth von Bourscheidt-Burgbrohl († 1753).
Da Damian Hugos einziger Sohn Franz Adrian (1696–1716) als kaiserlicher Offizier beim Sturm auf Temesvár am 1. Oktober 1716 gefallen war, hinterließ er nur zwei Töchter. Die eine, Maria Ludovica (auch Marie Louise; * 1691), war mit dem Grafen Johann Hermann Franz von Nesselrode-Landscron (* 1671; † 1751) verheiratet, die andere, Maria Anna (* 1710; † 19. Dezember 1731), mit dem Grafen Anton Cornisicius von Uhlfeld.
Gemäß Damian Hugos Testament vom 15. April 1722 war Maria Anna auch dessen Universalerbin.